# 北澤洋
北澤洋，本名相同，藝名：北沢洋（1963年7月9日—），日本男演員、配音員、旁白。出身於埼玉縣蕨市。賢Production、劇團「花組芝居」所屬。文化學院文學院畢業。身高170cm。B型血。

## 演出
粗體字表示主要角色。

### 電視動畫
1988年
- 城市獵人（眼鏡行）

1989年
- 城市獵人2（男C）

1995年
- 黃金勇者合體（喬納）
- 獸戰士卡爾基巴（日语：獣戦士ガルキーバ）（金剛煌）

1996年
- 逮捕令（機車少年）

1998年
- 玲音（聲音）

1999年
- 名偵探柯南（大嶽涉）

2000年
- 犬夜叉（男）
- 櫻花大戰 (TV動畫)（研究員）

2001年
- 最終幻想：無限（不毛D）

2002年
- 帝皇戰紀（凱吉南·塔德）

2003年
- 奇諾之旅 -the Beautiful World-（男子）
- 閃靈二人組（護衛）

2005年
- BLOOD+（福瑞斯特）
- 名偵探柯南（刑事B）

2006年
- 南瓜剪刀（瑪麗埃爾的父親）

2008年
- 道子與哈金（努諾）

2015年
- Pac-World（日语：パックワールド）（帕肯斯坦博士）
- 神奇寶貝XY&Z（半藏）
- 妖怪手錶（肘肩正治）

2017年
- 我的英雄學院 第2期（工程機器人）

2018年
- 新幹線戰士（小田原金時）
- 銀河英雄傳說 Die Neue These 邂逅（漢斯·底特律·馮·傑克特）
- 我的英雄學院 第3期（工程機器人）
- 傀儡馬戲團（2018～2019，菅野醫院醫師、凱尼斯）

2019年
- FAIRY TAIL（瓦爾·伊希特）

2020年
- 精靈寶可夢（鄧培[7]
- 我的英雄學院 第4期（工程機器人）

2021年
- 記錄的地平線 圓桌崩壞（朱桓）
- 月光下的異世界之旅（魯古一）
- EDENS ZERO（波爾）

2022年
- 轉生就是劍（赤犬族、弗利昂）

2024年
- 寶可夢地平線（店長）
- 我的英雄學院 第7期（工程機器人）

### OVA
1988年
- 宇宙家族卡爾賓（日语：宇宙家族カールビンソン）

1994
- KIZUNA 2（日语：KIZUNA）
- 銀河英雄傳說

1995年
- Lesson XX（日语：Lesson XX）

### 遊戲
1997年
- Linda³ Again（日语：リンダキューブ）（喬治·卡瑪）

1998年
- 閃亮銀槍（日语：レイディアントシルバーガン）

1999年
- 餓狼 MARK OF THE WOLVES（凱文·萊恩、葛蘭特）

2000年
- 龍之子FIGHT（日语：タツノコファイト）（貝爾歌·卡徹）

2001年
- BraveSword

2008年
- 超級機器人大戰Z（凱吉南·塔德）

### 廣播劇CD
- 長美女與野獸（日语：ちょーシリーズ）（沙莉塔·塔羅特瓦克）

### 外語配音
※作品依英文名稱及英文原名排序。

#### 演員
- 約翰·李古查摩
  - 間接傷害（英语：Collateral Damage (film)）（Felix Ramirez）※DVD、VHS版。
  - 玩命法則（Randy[注 2]）
  - 活屍禁區（英语：Land of the Dead）（Cholo DeMora）
  - 龍兄唬弟（Santiago）
  - 神鬼高手 (2015年電影)（Montgomery De La Cruz）

#### 電影
- 叛逆暗殺（Wood Hite〈Jeremy Renner 飾演〉）
- 賞金戀人：Ex檔案（英语：The Bounty Hunter (2010 film)）（Bobby Jenkins〈Dorian Missick 飾演〉）
- 鬼娃新娘
- 靈異入侵
- 總有驕陽
- 複製殺機
- 魔鬼英豪（Bobby Vu〈Byron Mann 飾演〉）※朝日電視台版。
- 絕命終結站4（Carter Daniels〈Justin Welborn 飾演〉）
- 復仇戰將（英语：Inferno (1999 film)）※東京電視台版。
- 天降奇兵（隱形人〈Tony Curran 飾演〉）
- 真的戀愛了
- 愛情至上
- 愛情請槍※電視播出版。
- 盜墓迷城2（Spivey〈Tom Fisher 飾演〉）※VHS、DVD版。
- 北國性騷擾（Bobby Sharp〈Jeremy Renner 飾演〉）
- 黃飛鴻之少林故事（日语：ワンス・アポン・ア・タイム・イン・チャイナ/少林故事）（鬼腳七〈熊欣欣 飾演〉）
- 燕尾服（Lundeen〈Paul Bates 配音〉）

#### 電視影集
- 警察世家
- 聖女魔咒
- 謝爾比·伍的神秘檔案（英语：The Mystery Files of Shelby Woo）
- 疑犯追蹤
- 遺物獵人（英语：Relic Hunter）
- 超自然檔案

#### 動畫
- 貓狗（狗〈Tom Kenny 配音〉）
- 我有一只小火箭（英语：I Got a Rocket）（火箭〈Thomas Bromhead 配音〉）
- 冰原歷險記4：板塊漂移（史怪特〈阿茲·安薩里 配音〉）

### 特攝影集
2015年
- 假面騎士Ghost（電力眼魔的配音）

### 旁白
- 邁向安格蘭之路
- 關西海上釣魚攻略法
- SHA·LA·LA
- TBC學院學校介紹

### 廣播節目
- The King Snake Show

## 腳註

## 外部連結
- 賢Production公式官網的聲優簡介（页面存档备份，存于） （日語）
- 電腦版：花組通信（劇團花組芝居官方網站）（页面存档备份，存于） （日語）